# Копейка (фильм)
«Копейка» — российский комедийный фильм 2002 года режиссёра Ивана Дыховичного.

## Сюжет
Общая фабула сюжета похожа на американский фильм «Двадцать баксов» 1993 года.
В фильме идет повествование об истории первой модели «Жигули» ВАЗ-2101 («Копейки»). Повествование длится с 1970-х до начала 2000-х годов.
Сюжет состоит из нескольких новелл, в которых рассказываются истории разных владельцев «Копейки». Владельцы отличаются друг от друга возрастом, полом и социальным статусом, подчеркивая стабильность главного героя, автомобиля. Новеллы практически не имеют связи между собой, однако для повышения уровня гротеска некоторые актеры играют несколько ролей.
Заканчивается фильм цитатой героя Андрея Краско, которая несколько раз повторяется в течение картины: «Было у меня две рубахи — одна холщовая на каждый день, другая фланелевая, выходная. Однажды я фланелевую рубаху порвал…»

## В ролях
| Актёр                | Роль                                                      |
| -------------------- | --------------------------------------------------------- |
| Сергей Мазаев        | Бубука / музыкант в ресторане                             |
| Андрей Краско        | Николай / Гия / режиссёр / Милиционер / Водитель иномарки |
| Ируте Венгалите      | жена Николая                                              |
| Юрий Цурило          | Виктор / Дмитрий Иванович / игрок / грузин                |
| Роман Мадянов        | работник ОВИРа / КГБ-шник / милиционер / редактор / алкаш |
| Александра Куликова  | жена Антона                                               |
| Олег Ковалов         | Антон Борисович                                           |
| Илона Столье         | Дзидра Эдуардовна                                         |
| Сергей Шнуров        | алкаш                                                     |
| Ольга Дыховичная     | Таня / проститутка                                        |
| Александр Петлюра    | художник-авангардист                                      |
| Алина Ван Ортон      | Лариса, дочь Николая                                      |
| Грегори Саид-Багов   | Рашид / еврей                                             |
| Алёна Бабенко        | Соня, девушка-катала на юге                               |
| Дмитрий Дыховичный   | Митя                                                      |
| Ульяна Фомичева      | Ирина                                                     |
| Вадим Маврин         | отец Пети                                                 |
| Максим Литовченко    | Клим, шулер                                               |
| Елена Маркина        | мать Пети                                                 |
| Евгений Дятлов       | Петя                                                      |
| Николай Дик          | Борис                                                     |
| Борис Каморзин       | картёжник-лох                                             |
| Фёдор Добронравов    | водитель / начальник ОВИРа                                |
| Александр Морозов    | бандит                                                    |
| Сергей Фролов        | художник                                                  |
| Владимир Довжик      | Кальценбоген                                              |
| Ирина Краюхина       | Света                                                     |
| Дмитрий Супонин      | сотрудник КГБ                                             |
| Алексей Агранович    |                                                           |
| Александр Тютрюмов   | Савва Владимирович                                        |
| Жабер                | работник автосервиса / гость на вечеринке                 |
| Наталья Позднякова   | мать Ирины / старушка                                     |
| Игорь Арташонов      | Высоцкий                                                  |
| Валентина Березуцкая | уборщица / старушка                                       |
| Пётр Кожевников      | режиссёр театра                                           |
| Виталий Егоров       | Юра Борисов, художник-модернист                           |
| Иван Дыховичный      | ассистент режиссёра                                       |
| Владимир Сорокин     | Иштван                                                    |

## Съёмочная группа
- Автор сценария: Иван Дыховичный, Владимир Сорокин
- Режиссёр: Иван Дыховичный
- Второй режиссёр: Юрий Крючков
- Оператор: Вадим Юсов, Александр Ильховский
- Художник: Владимир Трапезников
- Композитор: Антон Батагов